# Niccolò Corrado
Niccolò Corrado, né le 19 mars 2000 à Florence en Italie, est un footballeur italien, qui évolue au poste d'arrière gauche au Frosinone Calcio.

## Biographie

### En club
Né à Florence en Italie, Niccolò Corrado est formé par l'Inter Milan, qu'il rejoint en 2016 en provenance de l'AC Prato.
C'est avec la SS Arezzo que Corrado fait ses débuts en professionnel alors que le club évolue en Serie C. C'est dans cette compétition qu'il joue son premier match, le 31 août 2019, lors d'une rencontre face à l'US Pianese (en). Il est titularisé et son équipe est battue par un but à zéro.
Le 21 juillet 2021, Corrado est prêté par l'Inter à Feralpisalò pour une saison.
Le 5 juillet 2022, Niccolò Corrado quitte définitivement l'Inter Milan, où il n'aura fait aucune apparition en équipe première, et rejoint le Ternana Calcio. Il signe un contrat courant jusqu'en juin 2026.
Le 9 janvier 2024, Niccolò Corrado est prêté jusqu'à la fin de la saison au Modena FC.

### En sélection
Niccolò Corrado représente l'équipe d'Italie des moins de 17 ans. Il joue au total cinq matchs avec cette sélection entre 2016 et 2017.
Corrado est retenu avec l'équipe d'Italie des moins de 19 ans afin de participer au championnat d'Europe des moins de 19 ans en 2019. Lors de ce tournoi organisé en Arménie il joue deux matchs, pour deux entrées en jeu. Son équipe est toutefois éliminée dès la phase de groupe avec un bilan de deux défaites et une victoire.